# Gebang (Patrang)
Gebang is een bestuurslaag in het regentschap Jember van de provincie Oost-Java, Indonesië. Gebang telt 25.141 inwoners (volkstelling 2010).